# Medea (yacht)
Pour les articles homonymes, voir Medea.
Le Medea est un yacht à vapeur de 1904 conservé au Musée maritime de San Diego, en Californie. Nommé d'après Medea, l'épouse de Jason, il a été construit sur la Clyde au chantier naval Alexander Stephen and Sons à Linthouse par John Stephen pour William Macalister Hall du château de Torrisdale, en Écosse.

## Historique
Pendant la Première Guerre mondiale, la marine française a acheté Medea et l'a armé d'un canon de 75 mm pour l'escorte de convois. Son nom sous le drapeau français était Corneille. Entre les guerres, le yacht appartenait à des députés. Pendant la Seconde Guerre mondiale, la Royal Navy l'a mis à son service pour ancrer des ballons de barrage à l'embouchure de la Tamise.
Après la Seconde Guerre mondiale, Medea est passé entre des propriétaires norvégiens, britanniques et suédois avant d'être acheté par Paul Whittier en 1971. Il a restauré le yacht dans son état d'origine et l'a fait don au musée maritime de San Diego en 1973.
Medea a été présenté dans l'épisode Steam Ship Cleaner de la série Discovery Channel Dirty Jobs, lorsque Mike Rowe a nettoyé l'intérieur des chaudières du yacht.

## Statut actuel
Le musée maritime de San Diego étudie la possibilité de remettre le Medea en service. Cependant, il fait face à plusieurs défis depuis que son ancien ingénieur a quitté le musée. Outre la nécessité de rétro-ingénierie de ses protocoles d'exploitation, la Garde côtière ne dispose plus de personnel local formé à la certification des moteurs à vapeur à usage maritime.